# Saudron
Saudron település Franciaországban, Haute-Marne megyében. Lakosainak száma 42 fő (2022. január 1.). Saudron Échenay, Effincourt, Gillaumé, Pansey, Bure és Montiers-sur-Saulx községekkel határos.

## Népesség
A település népessége az elmúlt években az alábbi módon változott:
| Lakosok száma | 65   | 46   | 38   | 35   | 38   | 45   | 46   | 45   | 44   | 42   |
|               | 1968 | 1982 | 1990 | 2006 | 2013 | 2015 | 2017 | 2019 | 2020 | 2022 |